# Космодамианский, Александр Сергеевич
Александр Сергеевич Космодамианский (24 марта 1923, Ревны Навлинского района Брянской области — 12 июня 2005) — советский и украинский учёный в области механики деформированного твердого тела и педагог высшей школы.

## Биография
Участник Великой Отечественной войны, закончил войну штурмом Кенигсберга; награждён орденом Славы 3-й степени, двумя медалями «За отвагу», другими медалями.
В 1949 окончил Саратовский университет, преподавал в университетах Ростова-на-Дону (1952—1953), Саратова (1953—1965), где работал совместно с Иосифом Воровичем, Сергеем Лехницкий, Никитой Моисеевым, Гурием Савиным, Леонидом Толоконников, Виктором Юдовичем.
В 1952 году защитил кандидатскую, а в 1963 году — докторскую диссертацию. С 1965 года преподавал в Донецком университете.
Был первым проректором по научной работе Донецкого госуниверситета, руководил этим направлением в течение 11 лет.

## Научная деятельность
Его труды касаются проблем приближенных методов исследования напряженного состояния многосвязных сред в двух — и трёхмерной постановках. Под его руководством выявлено влияние анизотропии, физических и общих нелинейностей, ползучести и пластичности на распределение напряжений силовых, тепловых и электрических полей, построены методы решения динамических задач для многосвязных пластин.
Им подготовлено 7 докторов и 54 кандидата наук; опубликовано более 400 научных статей, 16 научных монографий и учебных пособий по различным направлениям механики сплошных сред. В 1983 году ему присуждена Премия Украинской академии наук им. А. М. Динника, присвоено почётное звание «Заслуженный деятель науки Украинской ССР», 1990 избран действительным членом—академиком Национальной академии наук Украины. В 1997 году присвоено звание Соросовского профессора, в 2001 он стал первым заслуженным профессором Донецкого национального университета.
Входил в состав президиума Национального комитета Украины по теоретической и прикладной механике.
Также работал ответственным редактором научно-технического сборника «Теоретическая и прикладная механика».